# Stadtsaal

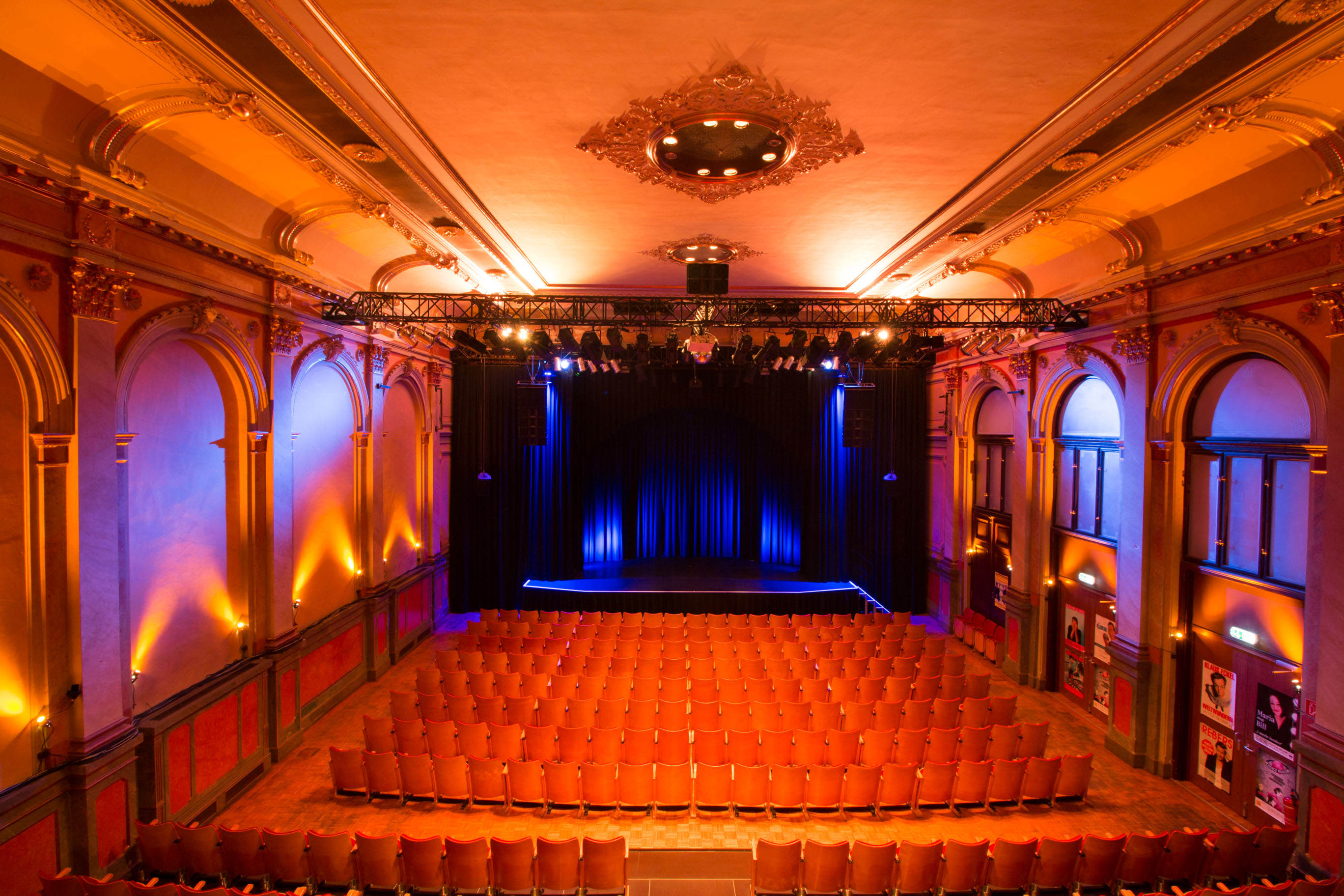
Stadtsaal: Zuschauerraum und Bühne

Der Stadtsaal (Eigenschreibweise STADTSAAL) ist ein Veranstaltungsort im 6. Wiener Gemeindebezirk Mariahilf an der Mariahilfer Straße, der am 3. Jänner 2011 eröffnet wurde. Er befindet sich in einem ehemaligen Ballsaal, der 1870 erbaut wurde, und soll deutschsprachigen Kabarettisten, Musikern und Buchautoren eine Bühne bieten.

## Geschichte
Wo zuletzt der „Verein für Konsumenteninformation“ seinen Sitz hatte, stand einst der Gasthof „Zum blauen Bock“ (später „Englischer Hof“, dann „Monopol“, „Savoy“ und zuletzt „Münchnerhof“), der einen beliebten Ball-, Konzert- und Versammlungssaal besaß.
Hier wurde am 8. Dezember 1867 der Arbeiterbildungsverein Gumpendorf gegründet, eine der aktivsten und stärksten Organisationen in der Frühzeit der Wiener Arbeiterbewegung. Das am 15. November 1867 in Kraft getretene Staatsgrundgesetz eröffnete der jungen Arbeiterbewegung nach Jahren der Illegalität neue Möglichkeiten, sich zu organisieren. Unmittelbar nach Inkrafttreten des Gesetzes wurde für den 8. Dezember eine Versammlung zur Gründung eines Wiener Arbeiterbildungsvereins einberufen. Vorbereitet wurde diese Zusammenkunft von bereits existierenden Arbeiterkomitees in Gumpendorf und Schottenfeld, den Zentren der Wiener Textilindustrie. Der Zustrom übertraf allerdings selbst die kühnsten Erwartungen. Der Saal war für die etwa 3000 Teilnehmer viel zu klein. Die Versammlung musste deshalb vertagt werden und fand eine Woche später, am 15. Dezember in Schwenders Kolosseum statt. Die Zusammenkunft am 8. Dezember gilt dennoch als das Gründungsdatum des Arbeiterbildungsvereins Gumpendorf, der damit vermutlich der erste dieser Vereine in Wien war.
Der Elektrotechnische Verein Österreichs, Verband Deutscher Elektrotechniker, Österreichischer Verband für Elektrotechnik veranstaltete den II. Vergnügungs-Abend am Dienstag, den 15. Jänner 1901, im großen Saale des Hotel Savoy (Englischer Hof). Der Eintrittspreis pro Person war 3 Kronen.

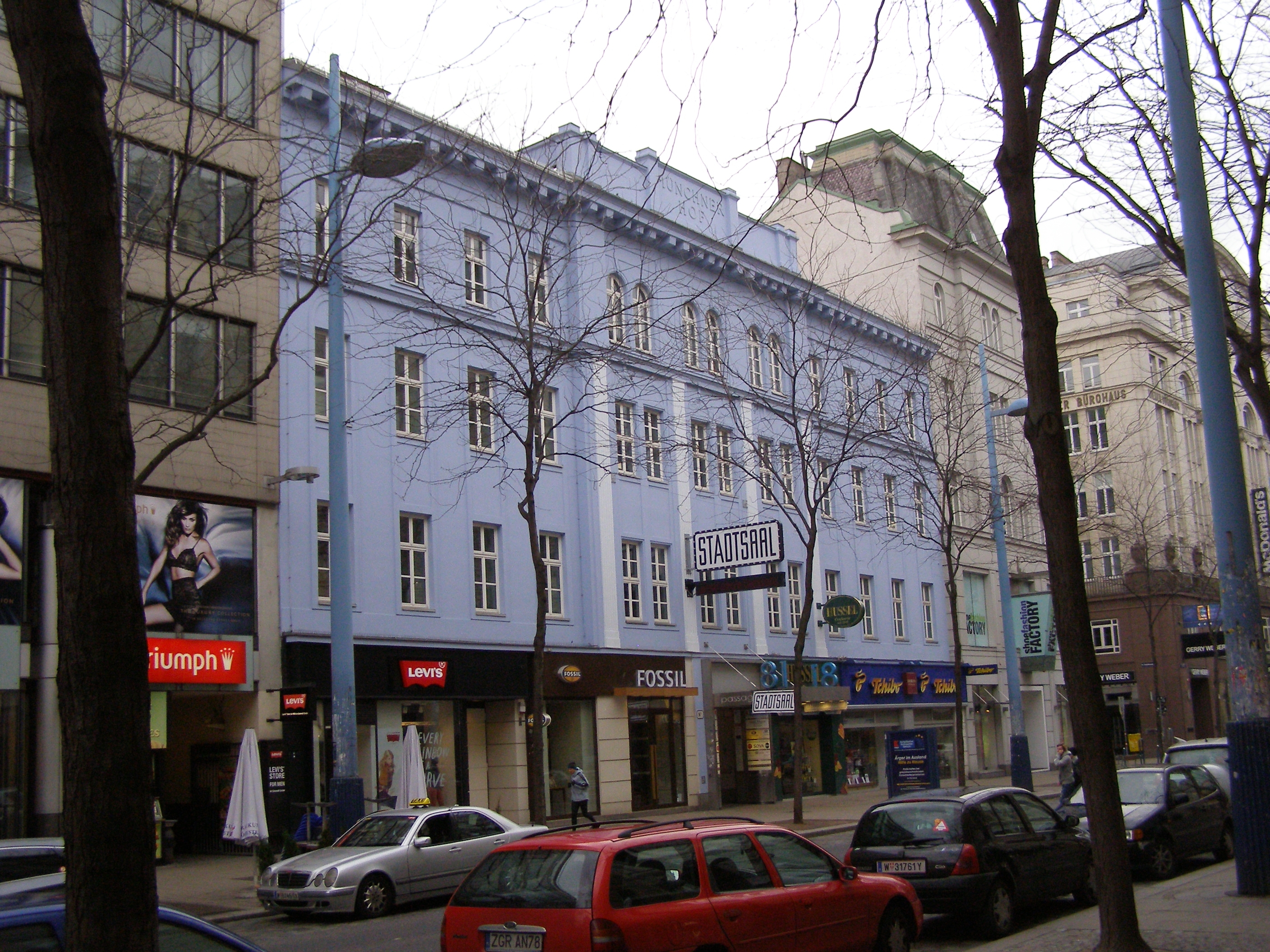
Münchner Hof

1911 übernahm Franz Aufischer das Hotel und benannte es in „Münchner Hof“ um.
1948 gaben die westlichen Alliierten die Zensur auf – mit Ausnahme von 1200 „Nazi-Filmen“ auf der Verbotsliste des Jahres 1947. Die sowjetische Zone bestand hingegen bis 1955 auf einer Filmgutachtung und auf einer prozentuellen Film-Aufteilung von 50 % Filmvorführungen sowjetischer Herkunft bzw. sowjetischen Verleihs; dennoch war man bei Übertretungen eher locker – es blieb zumeist bei Verwarnungen. Im Volksbildungshaus Alsergrund präsentierte sich in diesem Jahr das Österreichische Kinemathek-Museum (1951 zog es in das Hotel „Münchnerhof“ in Mariahilf um.) Gründung der Filmwissenschaftlichen Arbeitsgemeinschaft innerhalb der Gesellschaft der Filmfreunde (1953 wurde diese eine eigene Gesellschaft, der ab 1956 auch der Aufgabenbereich „Filmwirtschaft“ zukam) „Zweite Rosenmontag Redoute“ von Funk und Film am 1. März 1954 in den Sälen des Hotels Münchnerhof: Kabarett im Kleinen Saal – Max Lustig conferierte Else Rambausek, Maxi Böhm, Pirron & Knapp, Willy Kralik und Erich Dörner.
Grosse Bonbonnieren- und Süsswarenschau 1954, im „Münchnerhof“, Wien, vom 25. April bis 2. Mai 1954 – Zentralvereinigung der Zuckerwarenhändler Österreichs, 1954

## Stadtsaal heute

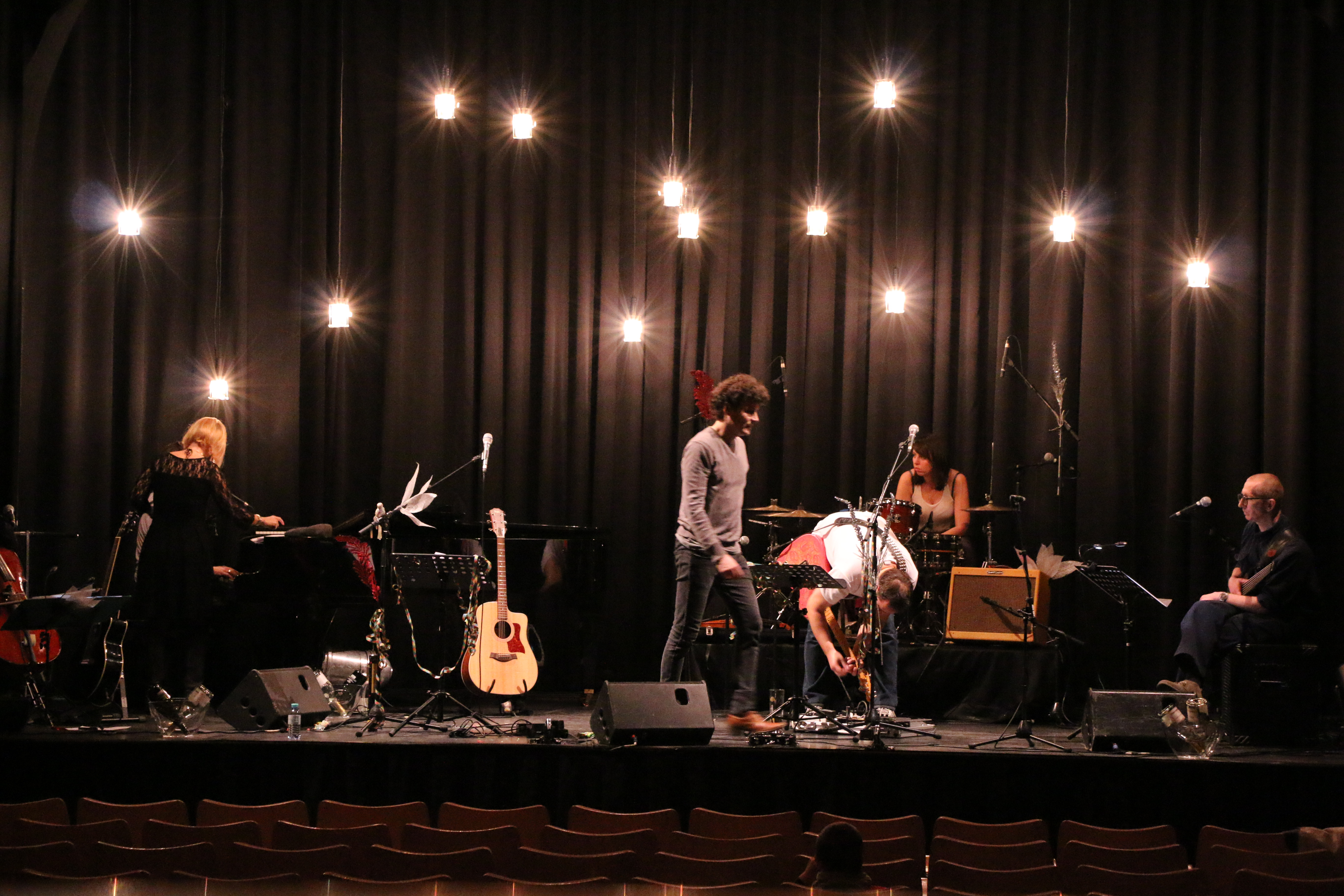
Familie Lässig 2014

Mit einer Besucherkapazität von rund 420 Personen gestaltet der Stadtsaal im 6. Bezirk als Kleinkunsttheater die Kulturszene seit 3. Januar 2011 mit. Zur Eröffnung des Stadtsaals traten unter anderem Josef Hader, Werner Schneyder und Thomas Stipsits auf. Auch Alfred Dorfer, der sein Programm bisjetzt in den Folgemonaten im Saal aufführte, war zu sehen.
Im Stadtsaal treten Künstler der Österreichischen Kabarettszene wie auch die des benachbarten Auslands auf (Deutschland, Schweiz). In regelmäßigen Abständen werden Konzerte mit österreichischen oder internationalen Künstlern veranstaltet (Willi Resetarits, Ernst Molden, 5/8erl in Ehr’n, Der Nino aus Wien, Die Strottern & Blech, Mira Lu Kovacs, Familie Lässig, Wiener Blond, Conor Oberst, Josh, ZELDA WEBER, Ian Fisher, Lubomir Melnyk, Manu Delago, Käptn Peng, ...) ebenso wie Lesungen (El Hotzo, Nico Semsrott, Lisa Eckhart..) oder Veranstaltungen für Kinder.
Für die Leitung des Theaters sind Fritz Aumayr (Gründer von Kulisse, Spektakel, Vindobona), Andreas Fuderer (Leitung Kabarett Niedermair)  und Till Hofmann, der in München die Bühnen Lustspielhaus, Lach- und Schießgesellschaft, Vereinsheim und Oblomow leitet, verantwortlich.
Der Saal ist durchgehend mit gepolsterten Theatersitzen in Reihen bestuhlt und in zwei Preiskategorien eingeteilt. Ab der Saalmitte steigt eine Zuschauertribüne nach hinten an; auch die Reihen am Balkon sind ansteigend gebaut. Damit hat man überall bequem freie Sicht auf das Bühnengeschehen. Neben barrierefreien Sitzmöglichkeiten (in den Reihen 2, 4 und 6) wird auch eine induktive Anlage für Personen mit eingeschränktem Hörvermögen (in den Reihen 11 bis 18) angeboten. An der Stadtsaal-Bar erworbene Getränke können in den Saal mitgenommen werden.
Eine optimierte Lüftungsanlage mit ausgeklügeltem Kühlkonzept ermöglicht es, auch in Sommermonaten den Saal zu klimatisieren.
Bisherige Premieren im Stadtsaal (Auswahl):
- Alfred Dorfer: bisjetzt (2011),  und... (2017)
- Andreas Vitásek: Austrophobia (2018)
- Thomas Maurer: Out of the Dark (2011), Neues Programm (2013), Der Tolerator (2015), Zukunft (2017), WOSWASI (2020), Zeitgenosse aus Leidenschaft (2022)
- Thomas Stipsits & Manuel Rubey: Triest (2011), Gott & Söhne (2015)
- Lukas Resetarits: UN RUHE STAND (2012), SCHMÄH (2015), 70er-leben lassen (2017), WURSCHT (2019), Das Letzte (2021), ÜBER LEBEN (2022)
- Roland Düringer: WIR-Ein Umstand (2012), Africa Twinis (2019), Regenerationsabend 2.0. (2022)
- Gunkl: So Sachen-Ein Stapel Anmerkungen (2014), Zwischen Ist und Soll – Menschsein halt (2017), So und anders – eine abendfüllende Abschweifung (2020), Nicht nur, sondern nur auch (2023)
- Gery Seidl: Sonntagskinder (2017)
- Omar Sarsam: SONDERKLASSE (2021)
- Klaus Eckel: 99 (gemeinsam mit Günther Lainer/2012), Weltwundern (2013), Zuerst die gute Nachricht (2016), Ich werde das Gefühl nicht los (2019)
- Manuel Rubey: Goldfisch (2020)
- Josef Hader: Hader on Ice (2021)
- Manuel Rubey & Simon Schwarz: Das Restaurant (2024)

## Belege
1. ↑  Stadtsaal-Eröffnung: Das Kabarett im alten Ballsaal – DiePresse.com (Memento vom 20. April 2019 im Internet Archive)